# Paint 3D
Paint 3D — застосунок, представлений в оновленні Windows 10 Creators Update, переосмислення Microsoft Paint для тривимірного моделювання та друку. Супутній до View 3D, Windows Mixed Reality, Holograms і 3D Builder. Розроблений на лондонській студії Microsoft Lift, Paint 3D поєднує функції програм Microsoft Paint і 3D Builder. Paint 3D дозволяє створювати прості тривимірні форми, розміщувати їх в певному порядку та розфарбовувати.
У серпні 2024 року Microsoft оголосила про припинення підтримки Paint 3D і видалення 4 листопада програми з Microsoft Store.

## Функції
Робота в Paint 3D відбувається на тлі віртуального полотна. Всю сцену, що включає тло та тривимірні об'єкти, можна бачити у фронтальному вигляді та під кутом.
Для двовимірного малювання слугують інструменти, подібні на інструменти з Microsoft Paint: маркер, каліграфічне перо, олійний та акварельний пензлі, піксельне перо, олівець, гумка, пастель, спрей і відерце фарби. А також прості фігури, такі як лінії й багатокутники.
Тривимірні фігури створюються 3D начерком з допомогою спеціального пензля, або генеруються на основі контура. Начерк лишає за собою слід паралельно до полотна, схожий на трубу, котрий потім можна обертати, переміщувати й масштабувати. Плоский замкнений контур отримує певну товщину, перетворюючись на тривимірний об'єкт зі скругленими чи гострими краями. Потім отриману фігуру можна розфарбувати інструментами двовимірного малювання. Деякі готові тривимірні моделі пропонується отримати з бібліотеки Microsoft на кшталт моделей тварин або техніки.
Крім того, у Paint 3D є функція розкладення двовимірного зображення на розташовані в різних площинах елементи. Користувачі можуть виділити бажаний елемент і він винесеться на перед, тоді як місце, звідки він взятий, автоматично заповниться згенерованим кольором або текстурою.
На об'єкти можна додавати наклейки на кшталт емоджі, або текстури. Також, у сцену є змога додати текст, як двовимірний, так і тривимірний. У сцені налаштовується кут освітлення та його колір. У будь-який момент є змога перемкнути двовимірне та тривимірне подання сцени. Обертати сцену не можна, в тривимірному поданні вона завжди зображається під фіксованим кутом.

## Історія
У травні 2016 року було відкрито витік універсальної версії платформи Windows Microsoft Paint з новим гібридним інтерфейсом на стрічці з бічною стрічкою та деякою підтримкою для 3D-об'єктів. Корпорація Майкрософт впровадила фіктивну програму під назвою Newcastle через магазин Windows, щоб замінити установки витіклої збірки.
У жовтні 2016 року з'явилися відеокерівництва до майбутньої версії Paint for Windows 10. Відео демонструвало нові функції, такі як повністю перероблений інтерфейс з введенням пера, а також можливість створювати та змінювати базові 3D-моделі, або використовувати готові з бібліотеки Remix3D.
Версія універсальної платформи Windows була офіційно оголошена та випущена під час події Surface 26 жовтня 2016 року в рамках основного виступу на оновлення Windows 10 Creators Update. Додаток був доступний для користувачів з Windows 10 збірки 14800 або вище та співіснував з попередньою версією Paint зі збірки 14955. Microsoft відкрила вебсайт спільноти для обміну малюнками Paint з акцентом на нових 3D-форматах. Окрім 3D-формату, ця версія представила можливість збереження прозорих пікселів на 2D-малюнках, наклейки для графічних зображень, видалення тла, можливість завантажувати та імпортувати зображення з додатка, UWP-спільний доступ до значків силуетної стрічки, нові плоскі бічні панелі піктограми синьо-фіолетової теми в додатку, можливість зміни фону та інформаційних відео. В одному з відео було однозначно підтверджено, що Paint 3D — це еволюція Microsoft Paint, показуючи старіші версії Paint з версій Windows 1, 3.1, Vista та 10.
Paint 3D ненадовго замінила Microsoft Paint, у Windows-версіях 14971 та 14986. Однак через скарги на новий інтерфейс та функції, відсутні в Paint 3D, команда Windows вирішила дозволити спільному існуванню двох програм.
В ході розробки підрозділи наклейок були переставлені, додані нові наклейки, додаткові класичні 2D фігури, опцію відключення екрана вітання, поліпшеня прокрутки, додано можливість зміни розміру полотна мишею, і наклейки було дозволено автоматично наклеювати, якщо користувач перейшов на іншу діяльність, не натискаючи кнопку штампа.
Керівник Windows Insider Дона Саркар підтвердила, що версія Windows Paint 3D для мобільних пристроїв увійшла до альфа-стадії розвитку. В Windows 10 Fall Creators Update оновлена версія програми Paint 3D була випущена в магазині Windows. Це дозволило користувачам безпосередньо завантажувати або вивантажувати моделі з Remix 3D.
У серпні 2024 року Microsoft оголосила про припинення підтримки Paint 3D і видалення 4 листопада програми з Microsoft Store.